# Reinhard Mannesmann
Reinhard Mannesmann (1856-1922) fue un técnico industrial alemán, cuyo padre era propietario de la primera fábrica alemana de herramientas especiales, fabricando tubos de acero sin costura capaces de soportar altas presiones. Mannesmann lo logró en el año 1884, en colaboración con su hermano Max. En sus investigaciones a este respecto descubrió que, al laminar oblicuamente barras de sección circular, éstas presentaban grietas en su interior. Gracias a la adopción de las medidas adecuadas, potenció este efecto creando finalmente el procedimiento a paso de peregrino (1885), que permite obtener tubos sin costura a partir de bloques macizos. Los hermanos Mannesmann explotaron su invento creando varias fábricas que agruparon en 1890 para formar la Mannesmann AG. Mannesmann presentó, además del «procedimiento a paso de peregrino», otras patentes que encontraron aplicación a nivel internacional en diversas empresas.
- Datos: Q106676
- Multimedia: Reinhard Mannesmann / Q106676